# TPS Turku
Le TPS Turku ou Turun Palloseura est un club sportif omnisports finlandais de la ville de Turku. Créé en 1922 comme club de football, le club comporte également une section hockey sur glace créée en 1937 et une section floorball créée en 1995. Le club a souvent joué aux avant-postes, en ayant remporté 8 titres nationaux en football et 10 en hockey sur glace.

## Sections
- Football : Voir TPS Turku (football)
- Floorball : (fi) TPS (salibandy)
- Handball : Voir TPS Turku (handball)
- Hockey sur glace : Voir TPS Turku (hockey sur glace)